# Archytas setifacies
Archytas setifacies là một loài ruồi trong họ Tachinidae.